# Farmer-Gletscher
Der Farmer-Gletscher ist ein Gletscher in der antarktischen Ross Dependency. Am südlichen Ende der Surveyors Range fließt er in nordwestlicher Richtung zwischen Mount McKerrow im Norden und dem südlich aufragenden Thompson Mountain zum Starshot-Gletscher.
Namensgeber der 2003 vom Advisory Committee on Antarctic Names bestätigten Benennung ist der Neuseeländer Douglas William Farmer, ein Mitglied der Überwinterungsmannschaft auf der Hallett-Station, der dort als Techniker für geomagnetische Messungen gearbeitet hatte.